# Stéphane Galbois
Stéphane Galbois, né le 15 septembre 1967,. à Rennes, est un coureur cycliste français.

## Biographie
Stéphane Galbois a couru au plus haut niveau amateur au Cyclo Club Rennais et au Véloce Club Pontivyen Ancien grand espoir du cyclisme breton, son palmarès compte une centaine de victoires. Il a notamment remporté des étapes de la Mi-août bretonne et de l'Essor breton,. En 1991, il s'impose sur la Flèche ardennaise, sous les couleurs de l'équipe de France. Malgré ses performances, il n'est jamais passé professionnel. Il met un terme à sa carrière sportive à l'issue de la saison 1994, en se disant « écœuré » par les débuts de l'EPO dans le peloton.
Une fois sa carrière cycliste terminée, il reprend la ferme familiale du Clos Blandel à Saint-Maugan. Il reprend temporairement la compétition en 2004 et 2005 au Véloce Club Rennais,. Devenu premier adjoint du maire de sa commune, il continue à courir en troisième catégorie dans les années 2010. En 2015, il se classe troisième du contre-la-montre aux championnats de France des élus, dans la catégorie des 40-49 ans.

## Palmarès
| - 1989 - Manche-Océan - 1990 - Boucles guégonnaises - Une étape de la Mi-août bretonne - Classement général du Tour de Loire-Atlantique - 2e du Tour du Finistère - 2e du Triomphe breton - 3e du Circuit des Deux Provinces - 3e du Tour d'Ille-et-Vilaine - 3e de la Flèche finistérienne - 3e de l'Élan breton - 1991 - 1re étape de l'Essor breton - Flèche ardennaise - 3e et 5e étapes du Tour de Loire-Atlantique - 2e de l'Essor breton - 3e du championnat de France sur route amateurs - 3e de Paris-Connerré | - 1992 - Ronde du Canigou - Quatre Jours d'Angers - 4e étape des Trois Jours de Rennes - 1993 - 2e étape des Quatre Jours de l'Aisne - 3e des Quatre Jours de l'Aisne - 1994 - 3e du Grand Prix Gilbert-Bousquet - 3e du Circuit du Morbihan |